# Copa Mundial de Baloncesto 3x3 de 2018
La Copa Mundial FIBA de Baloncesto 3x3 2018, celebrado en Filipinas, fue un evento de baloncesto 3x3 que contó con competición masculina y femenina de selecciones nacionales. El torneo se realizó entre el 8 y el 12 de junio de 2018, en la ciudad de Manila (Filipinas).

## Equipos participantes

### Torneo masculino
| Grupo A - Serbia - Países Bajos - Nueva Zelanda - Rumanía - Kirguistán | Grupo B - Eslovenia - Polonia - Japón - Indonesia - Estonia | Grupo C - Canadá - Mongolia - Filipinas - Rusia - Brasil | Grupo D - Ucrania - Letonia - Croaría - Nigeria - Jordania |

### Torneo femenino
| Grupo A - República Checa - Italia - Malassia - Indonesia - Turkmenistán | Grupo B - Francia - China - Suiza - Argentina - Kazajistán | Grupo C - Estados Unidos - Rusia - Uganda - Andorra - Irán | Grupo D - España - Hungría - Países Bajos - Alemania - Filipinas |

## Medallero
| Evento           | Oro    | Plata        | Bronce    |
| ---------------- | ------ | ------------ | --------- |
| Torneo masculino | Serbia | Países Bajos | Eslovenia |
| Torneo femenino  | Italia | Rusia        | Francia   |